# Faro del Dique Juan Carlos I
El faro del Dique Juan Carlos I es un faro situado en la ciudad de Huelva, Andalucía, España. Está gestionado por la Autoridad Portuaria de Huelva.

## Características
El acceso al faro carece de carretera de servicio, y el tráfico de vehículos de motor está prohibido desde mediados de 2016 para proteger la seguridad. Sin embargo, es posible el acceso peatonal, limitado al horario de tráfico de camiones en la zona.